# Monica Rambeau
Monica Rambeau é uma super-heroína de histórias em quadrinhos americanas da Marvel Comics. Ela já foi um membro dos Vingadores, utilizando os codinomes Capitã Marvel, Pulsar e Fóton. Atualmente é conhecida como Espectro.
Capitã Marvel foi criada por Roger Stern e John Romita, Jr. e sua primeira aventura foi em Amazing Spider-Man Annual #16 (1982). Em sua identidade civil de Monica Rambeau, foi notada a semelhança com Pam Grier, depois acentuada pelo ilustrador John Romita Jr.

## Origens ficcionais
Monica Rambeau nasceu em Nova Orleães, Louisiana, filha de Frank e Maria Rambeau. Sempre se dedicou ao serviço público. Ela fora tenente da patrulha portuária de sua cidade, quando foi parceira de John Audain. E também foi capitã de navio.
A vida de Monica mudou quando o amigo da sua família, o professor Andre LeClare pediu a sua ajuda. Ele tinha desenvolvido um gerador de energia extradimensional com o financiamento de um ditador sul-americano chamado Ernesto Ramirez, que pretendia usar essa tecnologia para o mal. Ramirez entregou o projeto de LeClaire ao cientista Felipe Picaro, mas o professor e Monica se uniram para destruir o protótipo de Picaro. Na luta, Monica foi bombardeada com energias extradimensionais e ganhou o poder de converter seu corpo em energia. LeClare queria que Monica usasse essa capacidade para combater o crime e ela deixou seu cargo na patrulha portuária e começou suas aventuras. O Homem de Ferro e o Homem-Aranha ajudaram Monica a controlar melhor os seus poderes.
Batizada de Capitã Marvel pela imprensa, Rambeau entrou para os Vingadores como um membro em treinamento Assistida pelo Capitão América e pela Vespa, Monica se graduou como membro efetivo  conseguindo o respeito dos companheiros. Anos depois ela seria eleita líder da equipe. Monica ficou sabendo da história do antigo super-herói Capitão Marvel, nome do guerreiro alienígena Mar-Vell, e manteve seu codinome em homenagem a ele. Com a entrada para os Vingadores do semideus Starfox (Eros), que desaprovou o uso do nome do seu amigo pessoal, Monica sofreu pressão para mudá-lo. Mas depois o próprio Starfox saudaria a heroína como uma sucessora à altura de Mar-Vell.
Ela auxiliou o Doutor Estranho e a Feiticeira Escarlate na luta contra Drácula.
Seus poderes fazem com que Monica visite com frequência seus pais e amigos de Nova Orleães. Ela começou um negócio de pesca, tendo como sócio seu pai, seu modelo de herói.

### Vingadores
Com os Vingadores, Monica lutou contra os Maximus, os cientistas malignos do Enclave, Aniquilador, Homens-Lava (que a confundiram com a divindade "Senhora da Luz", de uma de suas lendas), Fada Morgana, Espectros Sinistros, Maelstrom, Skrulls, Kang, Attuma, Força da Liberdade, um insano Mercúrio, Tyrak e a Legião dos Mortos-Vivos do Grão-Mestre, que formaram um exército durante as Guerras Secretas. Dois inimigos pessoais de Monica eram a psiquiatra Rocha Lunar (Karla Sofen) e Blackout (Marcus Daniels). A Capitã Marvel os encontrou pela primeira vez quando escaparam do Projeto Pégasus. Mais tarde, Monica perdeu temporariamente sua capacidade de voltar à forma humana durante uma luta contra o Dr. Eric Paulson, quando foi ajudada pelo Homem-Aranha e Starfox.
Rocha Lunar e Blackout voltariam como membros dos Mestres do Terror, liderados pelo Barão Zemo (Helmut Zemo), participando do ataque à Mansão dos Vingadores e prendendo Monica numa armadilha na Dimensão da Força Escura; mas ela voltou a tempo de ajudar a retomada da Mansão, quando Rocha Lunar foi detida e Blackout foi morto. Outro dos inimigos de Monica era a pirata e assassina interestelar Nébula, que fez com que Monica ficasse no Espaço por um longo período.
Como líder dos Vingadores, Monica lutou no conflito com os deuses Olimpianos; recebeu o novo recruta Doutor Druida e caçou a membro honorário Marrina quando esta se transformou num imenso monstro marinho; durante a batalha, Monica sofreu uma descarga quando entrou em contato com a água do mar fazendo com que sua energia se dissipasse e ela perdesse os poderes. Forçada a se aposentar como super-heroína, Monica conseguiria se recuperar e novamente se energizar. Se concentrando na luta contra o crime, ela enfrentou a chefe do crime organizado Kristina Ramos, novamente Rocha Lunar, os Filhos da Serpente e alguns alienígenas. Na vida civil ela assumiu o cargo de capitã de um navio da companhia de seu amigo Ron Morgan. Seus poderes voltaram gradualmente, com o alienígena conhecido por Estranho acelerando esse processo.
A Capitã Marvel participou dos Atos de Vingança quando ajudou os Vingadores contra a invasão do exercito de Atlântida. Ela voltou à liderança durante a Guerra Kree-Shi'ar (Tempestade Galáctica), chefiando um destacamento dos Vingadores.
Quando Morgan Le Fay criou uma realidade alternativa e controlou todos os Vingadores, transformando-os em sua guarda pessoal, Monica estava junto da equipe. Nessa realidade alternativa, Monica foi chamada de Daystar.
Monica batalhou contra a Gangue da Demolição e ajudou o novo recruta dos Vingadores, Triathlon. Depois de seu retiro, Monica foi chamada à ação quando a Feiticeira Escarlate atacou os Vingadores.  Quando surgiu Genis-Vell, que passou a ser chamado de novo Capitão Marvel, Monica resolveu mudar seu nome para Pulsar, mesmo o super-herói querendo que ela continuasse com o antigo codinome e mudasse o seu próprio para Fóton. Durante a Guerra Civil Monica integrou os Vingadores Secretos, reunidos pelo Capitão América.

## Outras versões

### Terra A
Como outros seres dessa realidade, Monica Rambeau visita periodicamente a Terra 616 para férias. Como uma viajante interdimensional, ela duplica os poderes de sua contraparte e usa uma máscara como ela. Quando o Pantera Negra encontra Monica, na verdade era a sua duplicata da Terra A. A Monica dessa realidade alega que suas visitas à Terra 616 não são para experimentar ganhar superpoderes, mas porque nessa realidade seus pais ainda estão vivos.

### Forever Yesterday
Monica encontrou os Novos Guerreiros (revistas #11-13), numa realidade alternativa chamada de Terra 9105. Ela faz parte de uma versão de Vingadores assassinos, contra a tirânica Esfinge.

### Zumbis Marvel
A zumbi Monica é vista atacando Magneto e seu bando de sobreviventes, com Henry Pym e Noturno. Depois ela luta contra os zumbis do Quarteto Futuro.

## Outras mídias

### Universo Cinematográfico Marvel
- Monica Rambeau aparece no filme Captain Marvel (2019), interpretada principalmente por Akira Akbar.[8] Esta versão é uma criança na década de 1990 cuja mãe, Maria, é amiga e companheira de voo de Carol Danvers.[9] Ela carinhosamente se refere a Carol como "Tia Carol" e em troca ela é referida como "Tenente Trouble", uma característica compartilhada com a personagem dos quadrinhos Katherine "Kit" Renner. Monica também muda as cores do traje de Carol de verde, preto e prata para vermelho, azul e dourado quando ela se torna consciente de seu passado.
- Monica aparece na série WandaVision já adulta, como uma personagem principal, interpretada agora pela atriz Teyonah Parris.[10]